# Stenocoelium
Stenocoelium là chi thực vật có hoa trong họ Apiaceae.